# 3761-es busz
A 3761-es jelzésű autóbuszvonal Miskolc, Sajószentpéter és Alacska között húzódó regionális vonal, amelyet a MÁV Személyszállítási Zrt. üzemeltet.

## Útvonala
A miskolci autóbusz-állomásról, a Búza térről indul. Útját a 26-os főúton kezdi el, annak négysávos szakaszán, északi irányban, a Szentpéteri kapun keresztül. Többek között erre található a miskolci húszemeletes, a megye központi kórháza, valamint az útból ágazik ki az egykori miskolci repülőtér felé vezető szakasz is, egy bevásárlóközponti csomópontban. A megyeszékhelyet a Miskolc–Bánréve–Ózd-vasútvonal és a Miskolc–Tornanádaska-vasútvonal közös vonalszakaszával párhuzamosan hagyja el.
Miskolcról északnyugati irányban távolodik el, valamint öt kisebb elágazás mentén. Ezek sorjában a szirmabesenyői, a már évek óta nem üzemelő Borsodi Ércelőkészítő Műi, a sajókeresztúri, a sajóbábonyi és a piltatanyai elágazások. A 8 kilométer alatt az összes Szirmabesenyő, Sajókeresztúr, Sajóvámos, Sajóbábony és Sajóecseg irányába tartó buszjárattól elválik. Első településének közelében a 2023 decemberében átadott elkerülőjéhez – 260-as főút – tartozó körforgalmon túl Sajószentpéterre hajt be. A Sajó parti városnak délkeleti részén indul neki, kiágazik belőle a 27-es főút, valamint azzal együtt eltávoznak az Edelény irányába közlekedő autóbuszok, átgázol a központján a parasznyai elágazásig, ahová becsatlakoznak a célállomásáig tartó 4051-es buszok is. A kisváros alacskai bekötőútjánál elhagyja a 26-os főútat.
Végállomására az Alacska-patak folyásának mentén, valamint sík területen érkezik. Alacska teljes területe autóbuszok által járt, egészen nyugati csücskében helyezkedő buszfordulójáig halad.

## Közlekedése
Indításai munkanapokon és szabadnapokon történnek, legtöbbször iskolai napokon. A vonal kettő buszjáratból kapcsolódik össze, Miskolc és Sajószentpéter között főként a 3765-ös, Sajószentpéter és Alacska között a 4051-es buszok közlekednek.
Megalakulása a 2020 júliusában esedékes új térségi menetrendhez köthető.

### Törzsjárművei
Miskolc és Alacska között kizárólag szóló autóbuszok lelhetőek fel.
- az FLZ-192 rendszámú Mercedes-Benz Conecto,
- a JHF-088 rendszámú Volvo Alfa Regio,
- az NWX-327 rendszámú Volvo 8700,
- az NZM-436 rendszámú Credo Econell 12,
- az SWR-579 rendszámú Volvo 8900 autóbuszok.

| Viszonylat                                          | Indításszám     | Közlekedési rend          |
| --------------------------------------------------- | --------------- | ------------------------- |
| Miskolc, aut. áll. – Alacska, Kossuth út aut. ford. | 4 pár           | tanítási napokon          |
| Miskolc, aut. áll. – Alacska, Kossuth út aut. ford. | 1 pár           | tanszünetben munkanapokon |
| Miskolc, aut. áll. – Alacska, Kossuth út aut. ford. | 2 oda, 1 vissza | szabadnapokon             |

## Megállóhelyei
| 0  | Miskolc, autóbusz-állomás végállomás            | 0.0 km  | 1, 1G, 3, 3A, 4, 7, 11, 12G, 20, 20A, 24, 28, 32, 34G, 35, 43, 44, 45, 101B, 900, 914, 935 1050, 1053, 1369, 1370, 1372, 1373, 1374, 1375, 1376, 1377, 1380, 1381, 1383, 1384, 1410, 1411 3700, 3701, 3702, 3703, 3704, 3705, 3706, 3707, 3708, 3709, 3710, 3711, 3712, 3714, 3715, 3716, 3717, 3718, 3719, 3720, 3721, 3722, 3723, 3724, 3726, 3727, 3728, 3729, 3730, 3731, 3733, 3734, 3735, 3736, 3737, 3738, 3739, 3740, 3741, 3742, 3743, 3744, 3745, 3746, 3747, 3748, 3749, 3750, 3751, 3752, 3753, 3754, 3755, 3757, 3760, 3764, 3765, 3766, 3767, 3770, 3772, 3773, 3774, 3775, 3776, 3777, 4019 |
| 1  | Miskolc, Leventevezér utca                      | 1.2 km  | 3, 12, 12G, 14, 14G, 20, 36, 54, 914 3700, 3701, 3702, 3703, 3704, 3705, 3707, 3714, 3754, 3757, 3760, 3763, 3764, 3765, 3770, 3772, 3773, 3774, 3775, 3776, 3777 |
| 2  | Miskolc, megyei kórház                          | 1.9 km  | 3, 3A, 12, 12G, 14, 14G, 20, 24, 36, 54, 914 1369, 1384, 1410, 1411 3700, 3701, 3702, 3703, 3704, 3705, 3707, 3708, 3709, 3711, 3714, 3754, 3757, 3760, 3763, 3764, 3765, 3766, 3767, 3769, 3770, 3772, 3773, 3774, 3775, 3776, 3777 |
| 3  | Miskolc, repülőtér bejárati út                  | 2.8 km  | 3, 3A, 8, 12, 12G, 14, 14G, 20, 24, 36, 54, 240, 914 1369, 1384, 1410, 1411 3700, 3701, 3702, 3703, 3704, 3705, 3707, 3708, 3709, 3711, 3714, 3754, 3757, 3760, 3763, 3764, 3765, 3766, 3767, 3769, 3770, 3772, 3773, 3774, 3775, 3776, 3777 |
| 4  | Miskolc, Stromfeld laktanya                     | 3.9 km  | 1369, 1384, 1410, 1411 3700, 3701, 3702, 3703, 3704, 3705, 3707, 3708, 3709, 3711, 3714, 3754, 3757, 3760, 3763, 3764, 3765, 3766, 3767, 3769, 3770, 3772, 3773, 3774, 3775, 3776, 3777 |
| 5  | Szirmabesenyői elágazás                         | 5.0 km  | 3700, 3701, 3702, 3703, 3704, 3705, 3707, 3708, 3709, 3711, 3714, 3754, 3757, 3760, 3763, 3764, 3765, 3770, 3772, 3773, 3774, 3775, 3776, 3777, 3797 |
| 6  | Sajókeresztúr, ipari park bejárati út           | 6.9 km  | 3703, 3704, 3707, 3708, 3709, 3711, 3754, 3757, 3760, 3763, 3764, 3765, 3770, 3772, 3773, 3774, 3775, 3776, 3797 |
| 7  | Sajókeresztúri elágazás                         | 7.8 km  | 3703, 3707, 3754, 3757, 3760, 3763, 3764, 3765, 3770, 3772, 3773, 3775, 3776, 3777, 3797 |
| 8  | Sajóbábonyi elágazás                            | 9.4 km  | 3703, 3704, 3707, 3708, 3709, 3711, 3754, 3757, 3760, 3763, 3764, 3765, 3770, 3772, 3773, 3774, 3775, 3776, 3777, 3793, 3795, 3797 |
| 9  | Piltatanyai elágazás                            | 11.3 km | 3704, 3707, 3708, 3709, 3711, 3754, 3763, 3764, 3765, 3770, 3773, 3774, 3775, 3793 |
| 10 | Sajószentpéter, Kossuth utca 32.                | 13.1 km | 3704, 3707, 3708, 3709, 3711, 3754, 3763, 3764, 3765, 3770, 3773, 3774, 3775, 3793 |
| 11 | Sajószentpéter, edelényi elágazás               | 14.0 km | 1369, 1384, 1410, 1411 3754, 3763, 3764, 3765, 3766, 3767, 3769, 3770, 3773, 4098 |
| 12 | Sajószentpéter, posta                           | 14.6 km | 1384 3754, 3763, 3764, 3765, 3769, 3770, 3773, 4098 |
| 13 | Sajószentpéter, parasznyai elágazás             | 15.2 km | 1369, 1384, 1410, 1411 3754, 3756, 3763, 3764, 3765, 3766, 3767, 3769, 3770, 3773, 4049, 4050, 4051, 4098 |
| 14 | Sajószentpéter, alacskai elágazás               | 15.6 km | 3756, 3763, 3764, 3765, 3770, 3773, 4049, 4050, 4051 |
| 15 | Sajószentpéter, Kukucska telep bejárati út      | 16.5 km | 4051 |
| 16 | Sajószenpéter, III. akna bejárati út            | 17.3 km | 4051 |
| 17 | Sajószenpéter, IV. akna bejárati út             | 18.2 km | 4051 |
| 18 | Alacska, Ady Endre út                           | 19.3 km | 4051 |
| 19 | Alacska, élelmiszerbolt                         | 19.6 km | 4051 |
| 20 | Alacska, Kossuth út autóbusz-forduló végállomás | 20.4 km | 4051 |